# ماديسون مينر والدن
ماديسون مينر والدن هو محامي وسياسي أمريكي، ولد في 6 أكتوبر 1836 في Brush Creek Township, Scioto County, Ohio ‏ في الولايات المتحدة، وتوفي في 24 يوليو 1891 في واشنطن العاصمة في الولايات المتحدة. نشط حزبياً في الحزب الجمهوري. وقد انتخب عضو مجلس ولاية آيوا ‏ وانتخب عضو مجلس نواب ولاية آيوا ‏ وانتخب عضو مجلس النواب الأمريكي ‏.